# Benchmarking aleatoritzat
El benchmarking aleatoritzat és un mètode experimental per mesurar les taxes d'error mitjanes de les plataformes de maquinari de computació quàntica. El protocol estima les taxes d'error mitjanes mitjançant la implementació de seqüències llargues d'operacions de la porta quàntica mostrejades aleatòriament. El benchmarking aleatoritzat és el protocol estàndard de la indústria utilitzat pels desenvolupadors de maquinari quàntic com IBM i Google per provar el rendiment de les operacions quàntiques.
La teoria original del benchmarking aleatoritzat, proposada per Joseph Emerson i col·laboradors, va considerar la implementació de seqüències d'operacions aleatòries de Haar, però això tenia diverses limitacions pràctiques. El protocol estàndard ara per a l'avaluació comparativa aleatòria (RB) es basa en operacions Clifford uniformement aleatòries, tal com van proposar el 2006 Dankert et al. com a aplicació de la teoria dels dissenys t unitaris. En l'ús actual, el benchmarking aleatori de vegades es refereix a la família més àmplia de generalitzacions del protocol de 2005 que inclouen diferents conjunts de portes aleatòries que pot identificar diverses característiques de la força i el tipus d'errors que afecten les operacions elementals de la porta quàntica. Els protocols de benchmarking aleatoritzats són un mitjà important per verificar i validar les operacions quàntiques i també s'utilitzen habitualment per a l'optimització dels procediments de control quàntic.
El benchmarking aleatoritzat ofereix diversos avantatges clau sobre els enfocaments alternatius de caracterització d'errors. Per exemple, el nombre de procediments experimentals necessaris per a la caracterització completa dels errors (anomenat tomografia) creix exponencialment amb el nombre de bits quàntics (anomenats qubits). Això fa que els mètodes tomogràfics siguin poc pràctics fins i tot per a sistemes petits de només 3 o 4 qubits. En canvi, els protocols de benchmarking aleatoritzats són els únics enfocaments coneguts per a la caracterització d'errors que s'escalen de manera eficient a mesura que augmenta el nombre de qubits del sistema. Així, RB es pot aplicar a la pràctica per caracteritzar errors en processadors quàntics arbitràriament grans. A més, en la computació quàntica experimental, els procediments per a la preparació i mesura de l'estat (SPAM) també són propensos a errors i, per tant, la tomografia de procés quàntic no pot distingir els errors associats a les operacions de la porta dels errors associats a l'SPAM. En canvi, els protocols RB són robusts per a la preparació de l'estat i els errors de mesura.